# NGC 7199
NGC 7199 ist eine Balken-Spiralgalaxie vom Hubble-Typ SBa im Sternbild Indianer am Südsternhimmel. Sie ist schätzungsweise 124 Millionen Lichtjahre von der Milchstraße entfernt und hat einen Durchmesser von etwa 40.000 Lichtjahren.
Im selben Himmelsareal befinden sich u. a. die Galaxien NGC 7191, NGC 7192, IC 5165.
Das Objekt wurde am 22. Juni 1835 von John Herschel entdeckt.